# خالد شراحيلي (لاعب كرة قدم مواليد 1987)
خالد شراحيلي لاعب كرة قدم سعودي ويلعب في مركز حارس مرمى يلعب في نادي الأنوار.
وسبق له أن مثل نادي السدوس للشباب و نادي الهلال و نادي الرائد.وأيضا سبق له أن مثل المنتخب السعودي للأولمبي في التصفيات المؤهلة لأولمبياد بكين.

## ايقافه عامين
أعلنت اللجنة السعودية للرقابة على المنشطات إيقاف حارس نادي الهلال خالد شراحيلي سنتين بناء على قرار اللجنة التأديبية لسعودية لوجود انتهاك لأنظمة مكافحة المنشطات، وقد قامت للجنة بإتاحة الفرصة للاعب في حضور جلسة استماع وفتح العينة B، إلا أن اللاعب تنازل عن حقه في فتح العينة B.وعاد اللاعب إلى اللعب في عام 2014 و اعاره الهلال مرة أخرى للرائد في عام 2017 و في الصيف وقع مع نادي الفيصلي و لعب بعدها مع نادي أحد ونادي ضمك ونادي الشعيب ونادي الأنوار.

## وصلات خارجية
- خالد شراحيلي على موقع Soccerway.com (الإنجليزية)
- خالد شراحيلي على موقع كووورة